# Hugo de Grootplein (Amsterdam)
Het Hugo de Grootplein is een plein en verkeersrotonde in Amsterdam-West. Het plein vormt het middelpunt van de Hugo de Grootbuurt, die weer deel uitmaakt van de Frederik Hendrikbuurt. Het plein en de omliggende straten zijn in 1881 vernoemd naar Hugo de Groot (1584-1645).

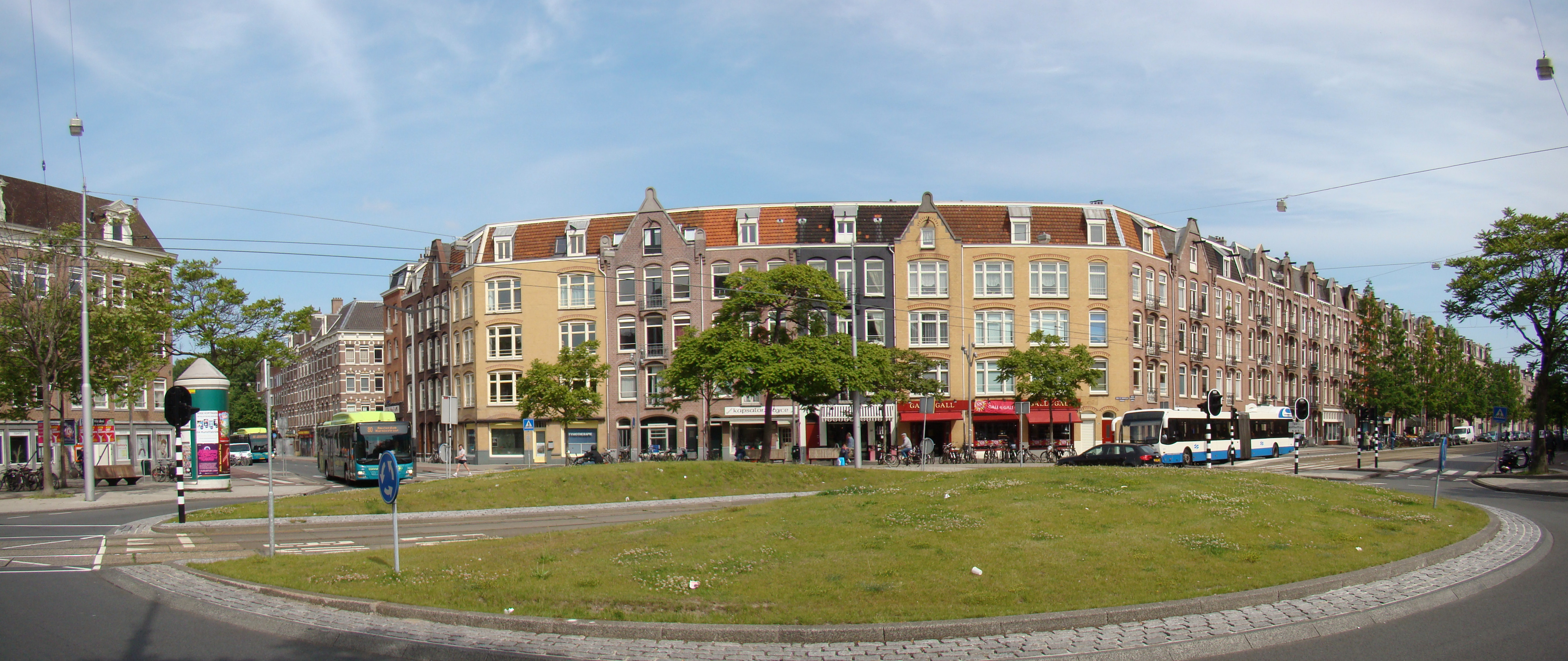
Het Hugo de Grootplein

Het Hugo de Grootplein ligt op het kruispunt van de Frederik Hendrikstraat in noord-zuidelijke richting en de Tweede Hugo de Grootstraat  in oost-westelijke richting. Over het plein loopt een trambaan. De tramhaltes Hugo de Grootplein voor lijn 3 liggen aan weerszijden van de Frederik Hendrikstraat.
Een deel van het plein is aangewezen als horecaconcentratiegebied. Aan het plein liggen restaurants met terrassen en winkels.
Het Hugo de Grootplein is een rotonde waar de tram dwars doorheen rijdt en is de tweede dergelijke rotonde in de stad (het Prins Bernhardplein was van 1964-1971 de eerste rotonde waar de tram dwars doorheen reed). Het plein gold lange tijd als een blackspot waar veel verkeersongelukken gebeurden. Om de verkeersveiligheid te verhogen bouwde het toenmalige stadsdeel Westerpark het plein in 2007 om van kruispunt naar rotonde. Hierbij werden stoplichten geplaatst die het verkeer stopzetten als een tram nadert, zodat het plein fungeert als een soort spoorwegovergang zonder slagbomen. Op de rotonde heeft het fietsverkeer voorrang boven het autoverkeer gekregen. Het middendeel van de rotonde was met gras ingericht, maar is inmiddels vervangen door een verhoogde en gevarieerde begroeiing. Er zijn ook brede zebrapaden aangelegd en banken op het plein geplaatst.